# Rudolph Bay

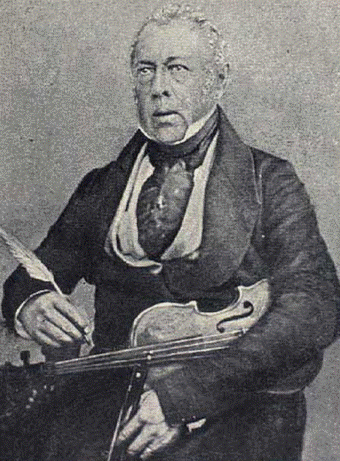
Rudolph Bay.

David Wilhelm Rudolph Bay, född 9 juli 1791 i Köpenhamn, död där 15 maj 1856, var en dansk tonsättare.
Bay blev student 1808 och studerade teologi, men anställdes som volontär i utrikesdepartementet, reste 1816 till Alger som dansk konsulatssekreterare och stannade där till 1831. Under denna tid tillkom hans melodi till Vift stolt på Kodans Bølge, som blev en nationalsang. I Rom studerade han sång och umgicks med Bertel Thorvaldsen. 
Då Bay återvände till Danmark vann han uppskattning, även hos Kristian VIII, för sin tenorstämma och utnämndes 1832 till kunglig kammarmusiker, 1834 blev han kantor vid Holmens Kirke och tilldelades professors titel. En rad romanser, mycket melodiösa, men också, enligt tidens smak, något sötaktiga, föreligger från hans hand, vilka vann stor utbredning, till exempel Du er rig, du er dejlig, o Syd, O, lad dem flagre, och Hjemve. Dessutom skrev han flera tillfällighetskompositioner, kantater och liknande samt för teatern sångstycket Lazarilla (Det Kongelige Teater och Kasino) och musiken till Koncerter for Rejsende och Slægtningene. Han verkade även för förbättring av sångundervisningen i skolorna och utgav skriften Om Kirkesangen i Danmark (1840).